# Lebjazsjei járás (Kurgani terület)
A Lebjazsjei járás (oroszul Лебяжьевский район) Oroszország egyik járása a Kurgani területen. Székhelye Lebjazsje.

## Népesség
- 1989-ben 23 490 lakosa volt.
- 2002-ben 21 178 lakosa volt.
- 2010-ben 16 557 lakosa volt, melyből 15 412 orosz, 576 kazah, 77 ukrán, 63 csecsen, 58 cigány, 45 moldáv, 41 fehérorosz, 39 kurd, 38 tatár, 22 udmurt, 18 azeri, 15 baskír, 14 német, 14 örmény stb.